# Tatiana Zelentsova
Tatiana Zelentsova (Novosibirsk, Unión Soviética, 5 de agosto de 1948) es una atleta soviética retirada especializada en la prueba de 400 m vallas, en la que ha conseguido ser campeona europea en 1978.

## Carrera deportiva
En el Campeonato Europeo de Atletismo de 1978 ganó la medalla de oro en los 400 m vallas, con un tiempo de 54.89 segundos, llegando a meta por delante de las atletas alemanas Silvia Hollmann y Karin Roßley (bronce con 55.36 s).